# Eugene Augustin Lauste
Eugenen Augustin Lauste (Montmarte, França, 17 de gener de 1857 - Montclair, Nova Jersey, 27 de juny de 1935) va ser un inventor francès instrumental en el desenvolupament tecnològic de la història del cinema.
Lauste va contribuir a invencions mecàniques les quals van permetre la creació de les pel·lícules mudes i, posteriorment, va desenvolupar les teories fonamentals que van permetre afegir so sincronitzat a la mateixa pel·lícula.

## Biografia
Eugene Augustin Lauste va néixer al districte de Montmarte, París el 17 de gener de 1857.
Abans del 1880, Lauste ja havia patentat nombrosos dispositius. L'any 1886 es va convertir en l'ajudant mecànic de William Kennedy-Laurie Dickson a l'establiment d'Edison situat a New Orange. Allà es va quedar fins al 1892 i va implicar-se en els primers experiments de cinetoscopi.
Durant un temps va estar treballant en el desenvolupament d'un motor de gasolina. Posteriorment, l'any 1894 es va associar amb els germans Latham per treballar en el seu projecte de l'eidoloscopi. Junts van construir projectors, càmeres, equip d'impressió i van filmar la primera "pel·lícula" per la màquina: la batalla entre Griffo i Barnett.

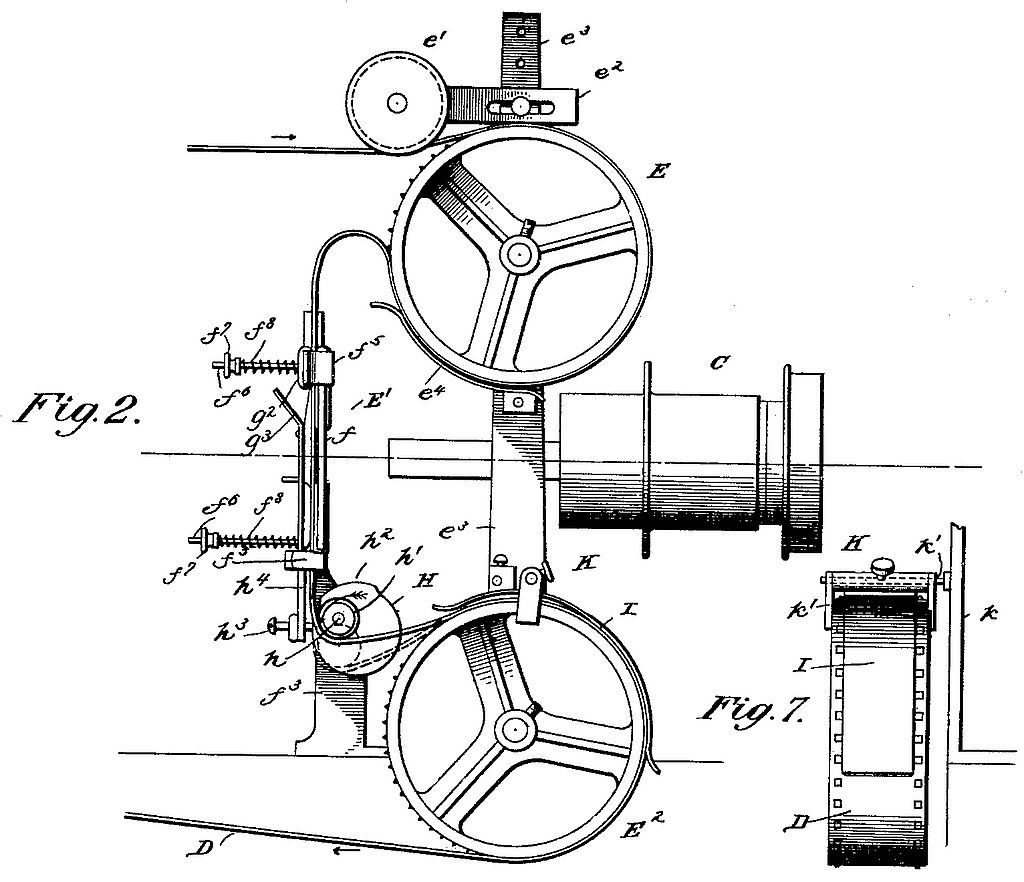
Dibuix de la patent del "Latham" loop

Anys més tard, Dickson el va acreditar amb la invenció del "Latham" loop, cosa que va habilitar crear films amb més duració.
Seguidament va treballar amb Jean LeRoy. L'any 1896, Lauste es va unir a Dickson a la American Biograph, empresa per la qual va filmar un seguit de pel·lícules.
Lauste feia temps que havia estat fascinat per la possibilitat d'enregistrar so, particularment damunt la pel·lícula de cel·luloide. Per això, l'any 1900 va començar a construir alguns elements per aquest sistema. Amb això, l'any 1901 va abandonar American Biograph i es va traslladar a Gran Bretanya.
L'any 1904, Lauste ja havia resolt el problema de mantenir sincronització quan va desenvolupar un aparell experimental que va enregistrar una banda sonora en la mateixa pel·lícula. Lauste va basar el sistema en principis elèctrics (un micròfon codificava les ones de so i una cel·luloide de seleni convertia el so elèctricament codificat en energia sonora). Tot i això, l'absència d'una font eficaç d'amplificació pels senyals elèctrics van limitar la seva viabilitat comercial.
Amb això, l'11 d'agost de 1906 va patentar un "mètode nou i millorat per enregistrar imatge i so simultàniament". Aquesta patent es va convertir en un best-seller quan van arribar les pel·lícules sonores l'any 1927 (aproximadament).
Més tard es va associar amb Ernst Ruhmer i junts van aconseguir enregistrar so amb el Photographone. El 1910, Lauste va enregistrar la seva primera pel·lícula amb so en el jardí de casa seva a Brixton, Londres.
Durant el seu viatge a Amèrica va mostrar la seva càmera-projector i va filmar (com a mínim) una curta pel·lícula amb so. Posteriorment, l'any 1921m va començar a experimentar per crear un amplificador pel seu sistema.
La manca de capital i la Guerra Mundial va significar que la comercialització del seu invent (pel·lícules amb so) no tingués èxit. Tot i això, els seus avenços van tenir una gran importància en els següents anys.
El seu fill, Emile Lauste, va convertir-se en "cameraman".
Lauston va morir a Montclair, Nova Jersey el 27 de juny de 1935.

## Premis
Eugene Augustin Lauste té el premi dels Rècords del Món Guinness a la primera pel·lícula amb so (Earliest Sound-on-Film Motion Picture).